# Sidemia zollikoferi
Sidemia zollikoferi is een vlinder uit de familie van de uilen (Noctuidae). De wetenschappelijke naam van de soort is voor het eerst geldig gepubliceerd in 1836 door  Freyer.